# Éditions Costallat
Les Éditions Costallat sont une maison d'édition musicale française créée par Georges Costallat à la fin du XIXe siècle. Une partie du fonds a été repris par la maison Gérard Billaudot Éditeur en 1958. La maison a été rachetée en 1995 par les éditions Jobert.

## Histoire

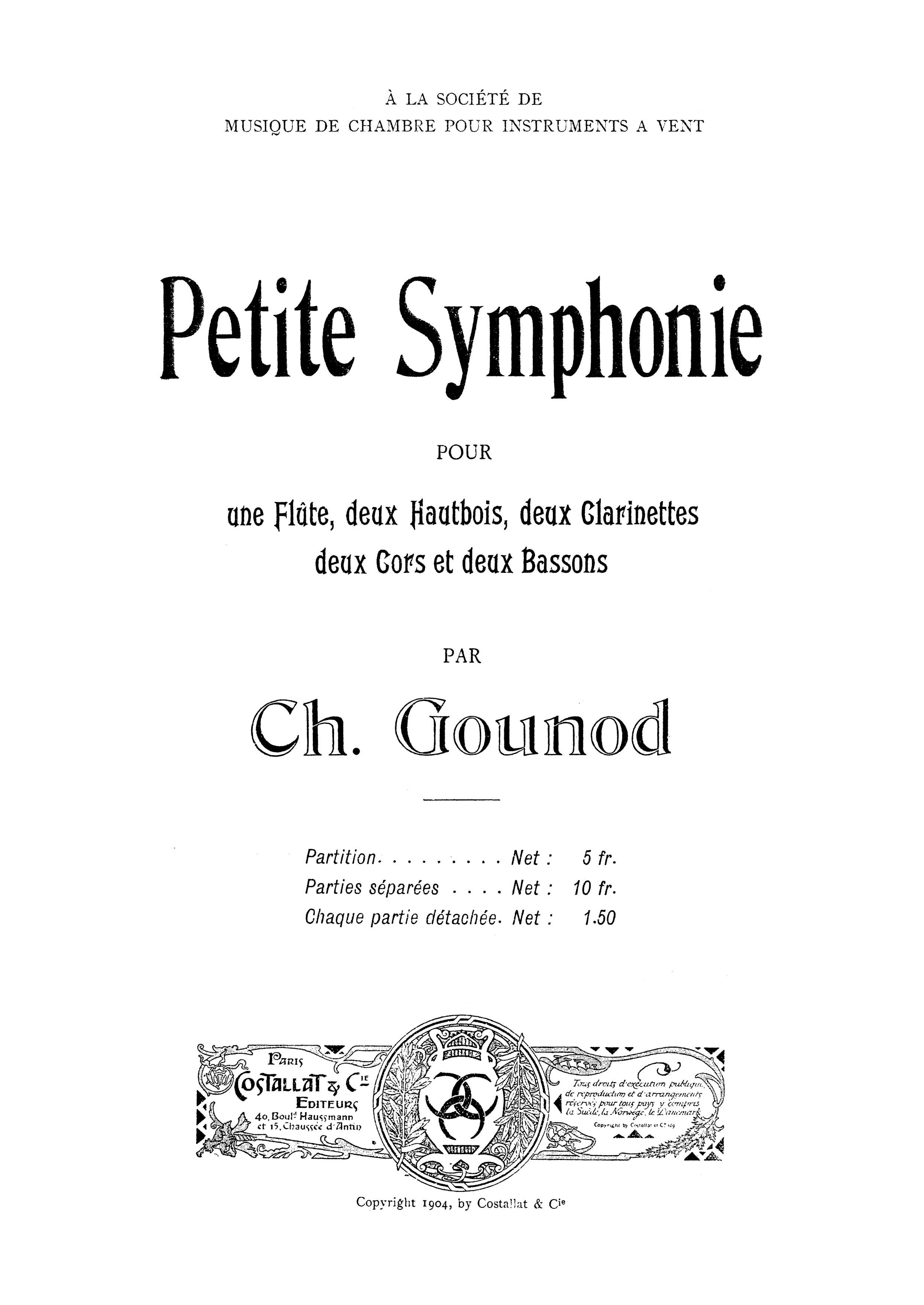
Petite symphonie de Gounod (1904).

Georges Costallat (1844-1901), fonde avec les frères Enoch en 1880 les éditions « Enoch frères et Costallat », association qui durera jusqu'en 1895, domicilié aux 27 boulevard des Italiens à Paris ; le 29 décembre 1894, Costallat crée seul sa propre affaire, les « éditions Costallat et Cie ». Lorsqu'il décède sept ans plus tard en 1901, sa femme et sa fille reprennent l'entreprise. En 1910, le gendre de Georges Costallat, Lucien Culliéron de Lacour, devient co-associé de la société, et l'entreprise familiale perdure jusqu'à la seconde guerre mondiale.
La maison Costallat reprend le fonds Richault en 1898 d'abord en le louant, puis la veuve le rachète en 1903. Au XIXe siècle, le fonds Richault était renommé en France, car il éditait Berlioz, Liszt, Alkan, Hummel, Moscheles, Boëly, notamment.
À ses débuts, la maison était domiciliée au 15, rue de la Chaussée-d'Antin à Paris, puis à partir de 1905 déménage au 60 de la même rue.
Dès l'origine, la maison Costallat est aussi le seul agent commercial de la maison d'édition musicale Breitkopf & Härtel en France, qui mettait à disposition un catalogue d'auteurs de musique ancienne tels les œuvres complètes du répertoire de Bach. Ce partenariat commercial complétait le catalogue de compositeurs français tels Charles Gounod. 
Lucien de Lacour est membre de la commission des comptes et de surveillance de la SACEM de 1933 à 1936.
L'activité de l'entreprise décline lentement après la guerre. 
En 1958, elle devient une société par actions simplifiée et la maison Billaudot rachète une partie du catalogue des éditions Costallat (hors les œuvres de Bizet) en 1958. 
Puis, dans les années 1980, Breitkopf & Härtel retire les droits de vente de son catalogue. Enfin, la dernière partie de la société est achetée par Denise Jobert-Georges des éditions Jobert en 1995,,.

## Label «Éditions Costallat-Erato disques»
Les « Éditions Costallat-Erato disques » sont créées en	1952 par le petit-fils de Georges Costallat (au 50 rue des Tournelles, 75003, Paris) comme label de disque et poursuivent leur activité jusqu'en 1985 qui deviennent Erato Disques. Les éditions Costallat restent éditeurs de partitions.
Warner Music France SAS préside le label Erato depuis le 15 mai 2010. Elle est domiciliée au 118 rue du Mont-Cenis dans le 18ème arrondissement .